# Fuchsia hartwegii
Fuchsia hartwegii är en dunörtsväxtart som beskrevs av George Bentham. Fuchsia hartwegii ingår i släktet fuchsior, och familjen dunörtsväxter. Inga underarter finns listade i Catalogue of Life.